# Xã Tobin, Quận Perry, Indiana
Xã Tobin (tiếng Anh: Tobin Township) là một xã thuộc quận Perry, tiểu bang Indiana, Hoa Kỳ. Năm 2010, dân số của xã này là 768 người.